# Eolophiodon laboriense
L'eolofiodonte (Eolophiodon laboriense) è un mammifero perissodattilo estinto, appartenente ai lofiodontidi. Visse nell'Eocene inferiore (circa 52 milioni di anni fa) e i suoi resti fossili sono stati ritrovati in Francia.

## Descrizione
Questo animale doveva essere vagamente simile a un tapiro attuale, ma privo di proboscide e dotato probabilmente di un forte labbro superiore prensile. Eolophiodon, come indica il nome, doveva essere molto vicino sia come caratteristiche che come parentela al genere Lophiodon, ma possedeva caratteri più primitivi. Eolophiodon era più grande del lofiodontide arcaico Lophiaspis ma più piccolo dei lofiodontidi derivati come il già citato Lophiodon; il cranio era lungo circa 25 centimetri, ed era caratterizzato da una scatola cranica piuttosto stretta. La mandibola era dotata di un ramo montante curiosamente inclinato in avanti. La dentatura era caratterizzata da premolari di forma intermedia tra quelli di Lophiaspis e quelli di Lophiodon. L'intero animale doveva pesare tra i 120 e i 140 chilogrammi.

## Classificazione
Eolophiodon laboriense venne descritto per la prima volta nel 2015, sulla base di resti fossili ritrovati nella zona di La Borie (Saint Papoul, Aude, Francia meridionale). Eolophiodon è considerato un membro dei lofiodontidi, un gruppo di perissodattili dalla dentatura simile a quella dei tapiri. In particolare, Eolophiodon sarebbe alla base di un clade comprendente i lofiodontidi più derivati come Lophiodon e Paralophiodon. 

## Paleobiologia
L'abbondanza di reperti fossili di Eolophiodon laboriense ha permesso di studiare in dettaglio le variazioni intraspecifiche di un lofiodontide basale. È stato riscontrato un alto grado di polimorfismo dentale, così come un'ampia variazione di taglia e anche dimorfismo sessuale. La variazione intraspecifica nei vari individui di Eolophiodon laboriense è molto alta, con più di 20 caratteri della dentatura, tra cui molte creste e conuli addizionali. Un simile polimorfismo dentario si riscontra anche nella specie Lophiodon lautricense, molto più recente e derivata. Per quanto riguarda il dimorfismo sessuale, i maschi di Eolophiodon possedevano mandibole più ampie e lunghe e canini più grandi di quelli delle femmine (Vautrin et al., 2019).